# Oligomyrmex bouvardi
Oligomyrmex bouvardi är en myrart som beskrevs av Santschi 1913. Oligomyrmex bouvardi ingår i släktet Oligomyrmex och familjen myror. Inga underarter finns listade i Catalogue of Life.